# 桃坞中学旧址
桃坞中学旧址，位于江苏省苏州市姑苏区桃花坞宝城桥弄7号，现为苏州市第四中学。已列为苏州市文物保护单位。

## 历史
苏州私立桃坞中学由美国基督教圣公会传教士韩汴明博士、聂高莱创办于1902年（清光绪二十八年）10月2日。初期位于桃花坞廖家巷。1907年移至现址（宝城桥街8号）。1908年正式定名为桃坞中学，为上海圣约翰大学的附属中学之一。1948年在江苏省教育厅立案。1952年7月，苏州市人民政府正式接办桃坞中学，改名为“苏州市第四中学”。

## 建筑
桃坞中学（四中）是苏州教会中学中旧时校舍保持最完整者，仅有体育馆、教堂等危房拆除，超过三中、五中、六中、十六中等。西式二层校舍建筑群建于1920年代，包括韩堂（以念首任校长命名）、教堂、体教馆、实验楼、校长教师办公室、教师住宅、校政厅等。校政厅建于1932年，2001年以著名校友钱锺书命名为“锺书楼”。

## 历史
1991年1月4日，桃坞中学旧址列为第三批苏州市文物保护单位。